# Francis Tyler
Francis William „Frank” Tyler (ur. 11 grudnia 1904 w Lake Placid, zm. 11 kwietnia 1956 tamże) – amerykański bobsleista, złoty medalista igrzysk olimpijskich.

## Kariera
Największy sukces w karierze osiągnął w 1948 roku, kiedy reprezentacja USA w składzie: Francis Tyler, Patrick Martin, Edward Rimkus i William D’Amico zdobyła złoty medal w czwórkach na igrzyskach olimpijskich w Sankt Moritz. Był to jego jedyny medal wywalczony na międzynarodowej imprezie tej rangi. Startował także na rozgrywanych w 1936 roku igrzyskach w Garmisch-Partenkirchen, gdzie w czwórkach zajął szóste miejsce. W 1952 roku utracił status amatora, pojechał jednak na igrzyska olimpijskie w Oslo w charakterze trenera reprezentacji USA. Pojawił się również na igrzyskach w Cortina d’Ampezzo cztery lata później, jako menedżer amerykańskiej reprezentacji. Zmarł na zawał serca niecałe dwa miesiące później. Z zawodu był policjantem.